# Manuel Monestel
Manuel Monestel (San Pedro de Montes de Oca, 5 de septiembre de 1950) es un compositor e investigador costarricense de la música popular, especialmente aquella relacionada con la diáspora africana y la herencia afrocaribeña.

## Introducción
Cursó estudios de Sociología en la Universidad de Costa Rica y de investigación de la cultura popular en la Universidad Federal de Bahía (Brasil). Posteriormente obtuvo una maestría en Artes de la Universidad de Costa Rica.
Desde los años setenta se ha dedicado a la música popular y a la investigación de sus orígenes y procesos evolutivos.
Ha escrito unos veinticinco artículos de musicología, publicados en revistas como
- Escena (de la Universidad de Costa Rica),
- Revista Nacional de Cultura (de la Universidad Estatal a Distancia),
- Popular Music (de la Universidad de Cambridge, en Reino Unido),
- Aportes,
- Fronteras (del Instituto Tecnológico de Costa Rica),
- A Magical Journey [2]
- Suplemento Cultural (de la Universidad Nacional de Costa Rica) y
- en periódicos como La Nación, 'y Semanario Universidad.

En 2005 se publicó su libro Ritmo, canción e identidad, una historia sociocultural del calypso limonense, publicado por la editorial de la Universidad Estatal a Distancia de Costa Rica.
Ha integrado y dirigido grupos musicales como Erome, Tayacán y Cantoamérica, paralelamente a su trabajo de solista cantautor.
Fue cofundador del movimiento de la nueva canción costarricense, con Dionisio Cabal, Luis Enrique Mejía Godoy, Rubén Pagura, Bernal Monestel, Joaquín Rodríguez y Rodrigo Salas entre otros.
Desde los años ochenta se dedicó a investigar y difundir el calipso limonense, música identitaria de la población afrocostarricense. A partir de esa investigación ha grabado varios discos y ha difundido dicha música en distintos ámbitos tanto nacionales como internacionales.
Ha participado en festivales y conciertos en distintos países en Norteamérica, América Latina, Europa y Asia, alternando con figuras como
- Pete Seeger
- Harry Belafonte
- Silvio Rodríguez
- Mercedes Sosa
- Pablo Milanés
- Gabino Palomares
- Tito Fernández, el Temucano
- Daniel Viglietti
- Chico Buarque
- Paul Kantner
- Lord Protector.

Su relación con otros músicos costarricenses como Walter Gavitt Ferguson, Cyril Silvan, Herberth Glinton y Manuel Obregón ha promovido su participación en varios proyectos fonográficos orientados a la difusión del calipso limonense.

## Cronología de las principales actividades artísticas
- 1974: inicia su carrera profesional con el grupo Erome, cuyo repertorio se basaba en las raíces de identidad latinoamericana y nueva canción.
- 1978: se integra al grupo Tayacán, dirigido por Luis Enrique Mejía Godoy, con el cual se presenta en distintas localidades del país y en Cuba, Nicaragua y Panamá.
- 1980: funda el grupo Cantoamérica, con el que efectúa durante dos décadas, más de veinte giras internacionales por Estados Unidos, Canadá, México, Colombia, Puerto Rico, Panamá, Nicaragua, Guatemala, Holanda y Taiwán. Actualmente continúa en la dirección del grupo. Con Cantoamérica inicia un proceso de investigación y difusión de la música calipso y de sus compositores de la provincia de Limón (Costa Rica).
- 1985: Se traslada a Bahía (Brasil), donde permanece por seis meses estudiando la cultura popular musical y presentado como solista sus composiciones y la tradición musical afrolimonense.
- 1989: viaja a California y se presenta como solista en distintos espacios dentro de una serie de conciertos de beneficencia promovidos por el Christic Institute y dentro de los cuales participan artistas como Jackson Browne, Crosby y Nash, Bonnie Rait y Kris Kristofferson.
- 1990: se presenta como solista en el área de la bahía de San Francisco (California) en lugares como La Peña (en Berkeley), Santa Cruz, Palo Alto y Marin County.
- Años noventa: durante toda la década participa con Cantoamérica en festivales internacionales y nacionales donde interactúa con figuras como Pete Seeger, Pablo Milanés, Silvio Rodríguez, Vicente Feliú, Gabino Palomares, Mercedes Sosa, Tito Fernández (El Temucano), Guillermo Anderson, Dúo Guardabarranco, Luis Enrique Mejía Godoy, Quilapayún, Daniel Viglietti, Chico Buarque, Philip Glass, Piero, Esteban Monge, Guadalupe Urbina, Carlos Varela, Santiago Auserón, Óscar Chávez, Jaime Roos, Rubén Rada y el Quinteto Tiempo, entre otros.
- 2003: viaja al New Orleans Jazz and Heritage Festival como invitado de la Orquesta de la Papaya, dirigida por Manuel Obregón.
- 2003: graba el disco One Pant Man.
- 2004: escribe el libro Ritmo, canción e identidad: el calypso limonense, producto de investigaciones en la provincia de Limón, el cual es publicado en 2005.
- 2009: viaja a Ithaca invitado por la Universidad de Cornell donde imparte un curso y participa en un seminario de investigación. Conciertos en Ithaca y en Bowling Green.
- 2010: dirige investigación regional sobre la música afrodescendiente en el Caribe centroamericano para la red de Centros Culturales de España y ofrece concierto en la Universidad de Loyola (en Nueva Orleans).
- 2010: conciertos en Benín (África).
- 2011: conciertos en Segovia (España) y Casa de América (en Madrid) y en el Teatro de Verano y Centro Cultural de España (en Uruguay).[4]
- 2013: Festival Internacional de Calypso, Cahuita, Costa Rica, junto a Chalkdust de Trinidad y Tobago.
- 2014: Festival Internacional de Calypso, Cahuita, Costa Rica, junto a Marcia Miranda, Guillermo Anderson, Rómulo Castro, Ringing Bell y Leslie George.
- 2015: Congreso Trovadores, Sociedades e Identidades en el Caribe, República Dominicana, abril de 2015.
- 2018: Echoes of the South Atlantic. Goethe Institute, Bahia, Brasil.
- 2019: Calypso Fest, York University, Toronto Canada.

## Premios Nacionales de Cultura 2024[5]
En el año 2025 gana el Premio Nacional Cultura Magón 2024 :
```
Se otorga el premio a Manuel Monestel Ramírez. Su obra multidisciplinaria integra armoniosamente sus facetas de músico, investigador cultural, promotor. Monestel ha dejado huella en el desarrollo de la etnomusicología costarricense visibilizando las expresiones culturales de comunidades históricamente marginadas.
[
6
]
```

## Discografía

### Con Cantoamérica
- 1982: Seguirá el amor, Discos Pentagrama (México).
- 1985: Haciendo el día, Discos Pentagrama (México).
- 1986: Cantoamérica, Discos Norsud Records (Italia).
- 1988: Buscando esa bella flor, Kaiso Music (Costa Rica).
- 1990: Canto de la tierra, Kaiso Music (Costa Rica).
- 1995: Por las calles de la vida, Kaiso Music (Costa Rica).
- 1997: Aribarumba, Kaiso Music (Costa Rica).
- 2000: Calypsonians, Kaiso Music (Costa Rica).
- 2002: Palalé pot, Kaiso Music (Costa Rica).
- 2003: Vamos Cantoamérica, DYM (Alemania).
- 2006: Cantoamérica 25 años, Kaiso Music (Costa Rica).
- 2007: Vientos del Caribe, Papaya Music (Costa Rica).
- 2011: Asia, África, América, Papaya Music (Costa Rica).
- 2015: Vuela Otra Vez, KaisoCR MUsic ( Costa Rica)
- 2019: 100 Years of Calypso: Walter Ferguson, KaisoCRMusic(Costa Rica)

### Como solista
- 2003: One pant man, Papaya Music (Costa Rica).
- 2008: Merry woman, Kaiso Music (Costa Rica).
- 2020: Hay tantas cosas que ver, Kaiso Music (Costa Rica)

### Participación en discos con otros artistas
- 1981: La nueva canción costarricense, con Cantoamérica, Adrián Goizueta, Dúo Octubre y otros.
- 1983: Victor y Alejandra, Enigrac (Nicaragua).
- 1986: Festival Olof Palme in memoriam, con Mercedes Sosa, Quilapayún, Gonzaguinha, Lilia Vera, Holly Near y otros.
- 1995: Costa Rica sampler, con Juan Carlos Ureña, Brillanticos y otros.
- 1999: Cantos por la esperanza y la vida (disco para víctimas del huracán Mitch) con Carlos Mejía Godoy, Adrián Goizueta, Guillermo Anderson, Luis Enrique, Álvaro Torres y Luis Enrique Mejía Godoy.
- 2000: Mestizando, Patricia Saravia
- 2002: Nuestro canto (Festival Amubis) con María Pretiz, Luis Enrique Mejía Godoy, Esteban Monge, Luis Ángel Castro y Juan Carlos Ureña.
- 2006: Vamos football, DYM (Alemania), con Cantoamérica y otros artistas.
- 2006: Salón Tropical, Papaya Music (Costa Rica), con Cantoamérica y otros artistas.
- 2006: Beginners guide to world music, Nascente (Inglaterra), con Cantoamérica y otros artistas.
- 2007: Calypso Limón Legends, Papaya Music (Costa Rica), con Manuel Obregón, Cyril Silvan, Herberth Glinton y otros
- 2011: En Clave AfroCaribe, Centro Cultural de España (Costa Rica) y Kawe Calypso
- 2019: 100 Years of Calypso: Walter Ferguson